# 数据冗余
数据冗余发生在数据库系统中，指的是一个字段在多个表里重复出现。举个例子，如果每条客户购买商品的信息都连带记录了客户自身的信息，这样的数据冗余可能造成不一致，因为客户自身的信息可能不一样。 数据冗余会导致数据异常和损坏，一般来说设计上应该被避免。 数据库规范化防止了冗余而且不浪费存储容量。 适当的使用外键可以使得数据冗余和异常降到最低。但是，如果考虑效率和便利，有时候也会设计冗余数据，而不考虑数据被破坏的风险。

## 引用
1. ↑  Jorge H. Doorn; Laura C. Rivero. . Idea Group Inc (IGI). 2002: 4–5  [23 January 2011]. ISBN 978-1-930708-38-9. （原始内容存档于2014-01-03）.
2. ↑  Peter Rob; Carlos Coronel. . Cengage Learning. 2009: 88  [22 January 2011]. ISBN 978-1-4239-0201-0. （原始内容存档于2014-01-03）.
3. ↑  I. T. L. Education Solutions Limited; Itl. . Pearson Education India. 2009: 522  [4 February 2011]. ISBN 978-81-7758-118-8. （原始内容存档于2014-01-03）.
4. ↑  Allen G. Taylor. . For Dummies. 2 February 2010: 126–127  [1 February 2011]. ISBN 978-0-470-55741-9. （原始内容存档于2014-01-03）.